# Крачковський Ігнатій Юліанович

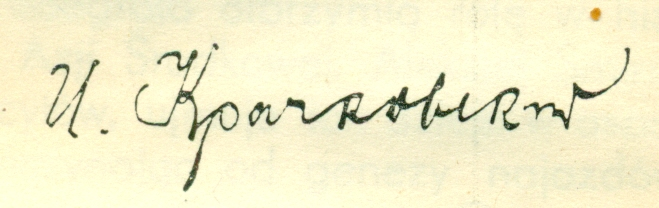
Підпис Крачковського

Крачковський Ігнатій Юліанович (*4 березня 1883, Вільнюс — †24 січня 1951, Ленінград) — російський арабіст, один з творців школи радянської арабістики; академік АН СССР.

## Біографія
Ігнатій народився в родині директора Вчительського інституту в місті Вільнюс. Уже в дитячі роки виявляв інтерес до східних культур, самостійно вивчав східні мови.
З 1901 по 1905 роки навчався на факультеті східних мов Петербурзького університету і закінчив там курс арабсько-персько-турецько-татарського. Отримав золоту медаль за твір по арабської словесності «Царювання халіфа аль-Мехді».
З 1910 приват-доцент, з 1918 професор університету Петрограду, потім Ленінградського.
Професор і член вчених рад багато навчальних і дослідницьких установ СССР, член ряду зарубіжних академій і східознавчих організацій(АН у Дамаску, Королівського азіатського суспільства Великої Британії та Ірландії, Німецької східознавчої організації, Фламандською, Польською, Іранською АН і ін.).
Автор праць з питань арабської літератури, культури, історії, мов народів Сходу тощо.
Досліджував російсько-арабські зв'язки — книги «Над арабськими рукописами» (1945; видвння 3-є, виправлене, 1948; Державна премія СРСР, 1951; видання 4-е, 1965), «Нариси з історії російської арабістики» (1950) та ін.
Ігнатію належать праці про літературу й культуру Ефіопії. Опубліковані тексти й переклади багатьох пам'яток арабської літератури.
Переклав російською мовою зі своїми коментарями Коран (1963).
Виявляв інтерес до білоруської і української науки та культури, написав розвідки про пам'ятки старобілоруської мови, про грамоту Антіохійського патріарха львівській пастві 1586, описав подорож Павла Халебського (Алеппського), вивчав арабські рукописи, виявлені на території України («Звіт про поїздку до Києва влітку 1925 p.», 1925, та інші).